# Asura erythrias
Asura erythrias là một loài bướm đêm thuộc phân họ Arctiinae, họ Erebidae.